# پاپون سینگ
پاپون سینگ (بنگالی: পাপন সিং؛ زادهٔ ۳۱ دسامبر ۱۹۹۹) بازیکن فوتبال اهل بنگلادش است.
وی همچنین در تیم‌های ملی فوتبال زیر ۲۳ سال بنگلادش و بنگلادش بازی کرده است.